# أبيل فيريرا
أبيل فيرناندو فيريرا موريرا فيريرا (بالبرتغالية: Abel Fernando Moreira Ferreira)، مواليد 22 ديسمبر 1978 في بينفايل، البرتغال، هو مدرب كرة قدم برتغالي ولاعب سابق يدرب حاليًا بالميراس.

## وصلات خارجية
- أبيل فيريرا على موقع قاعدة بيانات كرة القدم.إي يو (الإنجليزية)
- أبيل فيريرا على موقع Soccerbase.com (لاعب) (الإنجليزية)
- أبيل فيريرا على موقع Soccerbase.com (مدرب) (الإنجليزية)
- أبيل فيريرا على موقع Soccerway.com (الإنجليزية)
- أبيل فيريرا على موقع عالم كرة القدم.نت (الإنجليزية)